# 阿迪清真寺
29°36′29.35″N 52°32′41.29″E / 29.6081528°N 52.5448028°E

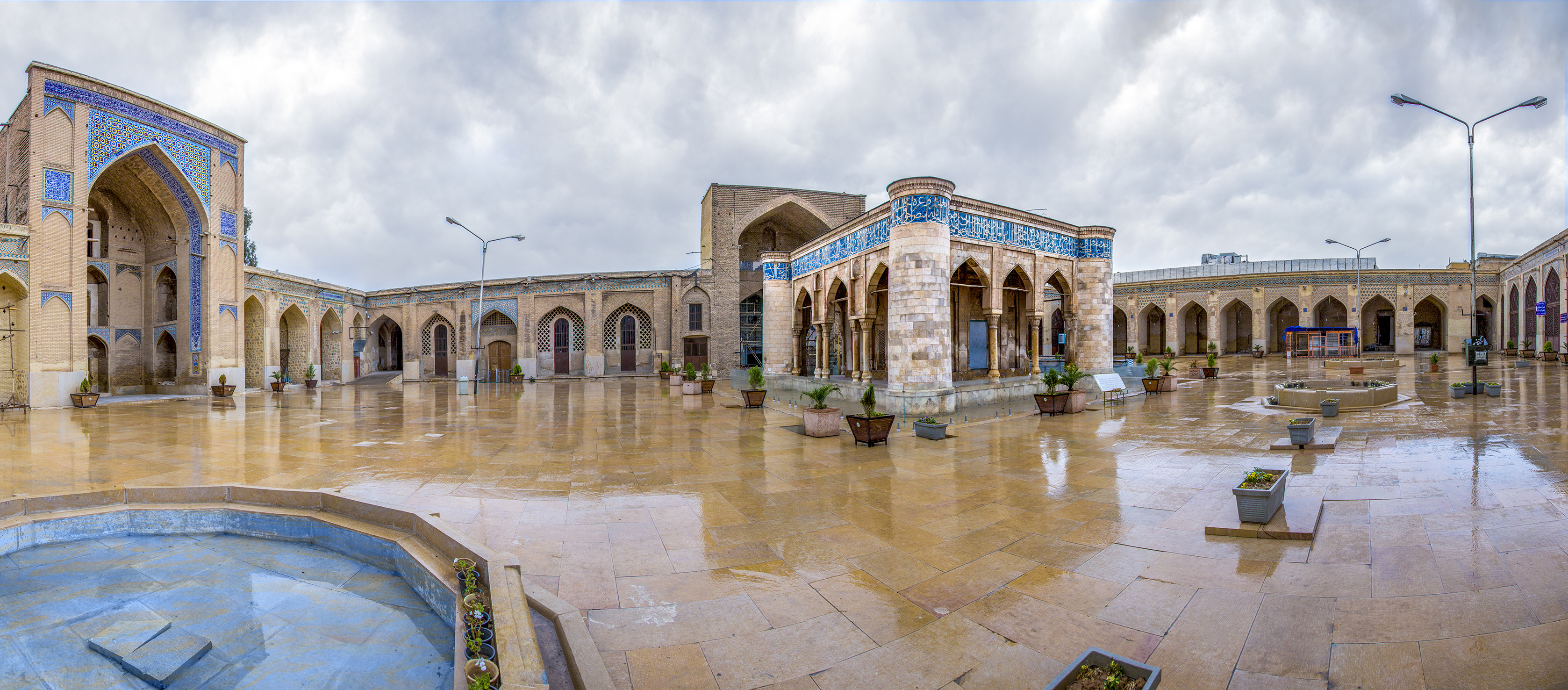
阿迪清真寺

阿迪清真寺（Masjid Jameh-ye Atigh）是伊朗南部法尔斯省省会设拉子最古老的一座清真寺，始建於公元 894 年。現存建築建於薩非王朝。